# Fotometrická lavice
Fotometrická lavice je fotometrický laboratorní přístroj, který především slouží k měření svítivosti, porovnání svítivosti světelných zdrojů a k ověřování fotočlánků. Fotometrická lavice může také sloužit v některých případech k měření rozložení svítivosti.
Fotometrická lavice se skládá z vodicích tyčí, na nichž se mohou volně pohybovat posuvné vozíky. Na nich je upevněn světelný zdroj, fotoměřič, clony, ap. Princip měření svítivosti spočívá v umístění světelného zdroje a fotoměřiče do optické osy. Fotoměřič (laboratorní luxmetr) měří osvětlenost, ze které se pak podle definice (čtvercový zákon) spočítá svítivost světelného zdroje.
Délka fotometrické lavice se pohybuje od 3 do 8 metrů. Vodicí tyč lavice má délkové dělení s možností přesného odečítání vzdálenosti (v praxi 0,5 až 1 mm). Pro vyloučení dopadu cizího světla na fotoměřič je fotometrická lavice vybavena dostatečným počtem černých clon se sametově matným povrchem. Fotometrická lavice je vybavena zařízením na správné nastavení světelných zdrojů a fotoměřiče do optické osy.